# Marian Kuczyński (powstaniec styczniowy)
Marian Walenty Kuczyński herbu Korwin (ur. 2 lutego 1847, zm. 13 stycznia 1936) – powstaniec styczniowy, inżynier.

## Życiorys
Uczestniczył w powstaniu styczniowym 1863. Walczył wówczas w oddziale hr. Artura Gołuchowskiego.
Podczas studiów w Szkole Politechnicznej we Lwowie był przewodniczącym Bratniej Pomocy w roku akademickim 1866/1867. Uzyskał tytuł inżyniera i pracował jako inspektor kolejowy.
Po odzyskaniu przez Polskę niepodległości (1918) w okresie II Rzeczypospolitej został awansowany do stopnia podporucznika weterana Wojska Polskiego. Działał na rzecz rodzin powstania styczniowego. Pełnił funkcję prezesa Towarzystwa Wzajemnej Pomocy Uczestników Powstania. Otrzymał honorowe członkostwo Związku Obrońców Lwowa.
Został pochowany na Cmentarzu Łyczakowskim we Lwowie (kwatera powstańcza).

## Odznaczenia i ordery
- Krzyż Niepodległości z Mieczami[1]
- Odznaka Korpusu Kadetów im. Marszałka Józefa Piłsudskiego